# Fast Five (colonna sonora)
Fast Five, sottotitolato Original Motion Picture Soundtrack, è l'album discografico di colonna sonora dell'omonimo film Fast Five. Il disco è stato pubblicato nel 2011 dall'etichetta ABKCO.
| Recensione | Giudizio |
| ---------- | -------- |
| AllMusic   | [ 1 ]    |

## Tracce
1. Don Omar – How We Roll (feat. J-Doe, Reek da Villian & Busta Rhymes) (Fast Five Remix) – 4:09
2. Marcelo D2 & Claudia – Desabafo / Deixa Eu Dizer – 2:56
3. Brian Tyler – Assembling the Team – 3:35
4. MV Bill – L. Gelada-3 Da Madrugada – 7:20
5. Carlinhos Brown – Carlito Marron – 4:07
6. Hybrid – Han Drifting – 1:56
7. Edu K & Hybrid – Million Dollar Race – 2:24
8. Brian Tyler – Mad Skills – 3:51
9. ObandO – Batalha – 4:16
10. Don Omar – Danza kuduro (feat. Lucenzo) – 3:19
11. Tejo, Black Alien and Speed – Follow Me Follow Me (Quem Que Caguetou?) (Fast 5 Hybrid Remix) – 3:07
12. Brian Tyler – Fast Five Suite – 5:43
13. Ludacris – Furiously Dangerous (feat. Slaughterhouse & Claret Jai) – 4:04

## Classifiche settimanali
| Classifica (2011) | Posizione raggiunta |
| ----------------- | ------------------- |
| Australia         | 39                  |
| Austria           | 4                   |
| Belgio (Fiandre)  | 59                  |
| Belgio (Vallonia) | 74                  |
| Francia           | 90                  |
| Germania          | 23                  |
| Messico           | 26                  |
| Svizzera          | 7                   |